# Wadym Czernysz
Wadym Ołehowycz Czernysz, ukr. Вадим Олегович Черниш (ur. 16 października 1971 w Kazance w obwodzie mikołajowskim) – ukraiński prawnik i polityk, od 2016 do 2019 minister.

## Życiorys
Ukończył studia prawnicze na Narodowej Akademii Prawniczej im. Jarosława Mądrego. Pracował jako prawnik, w 1999 podjął praktykę adwokacką w miejscowości Aleksandria. W 2006 został zastępcą przewodniczącego kirowohradzkiej obwodowej administracji państwowej. Od sierpnia 2006 do listopada 2007 kierował tą instytucją. Był też do 2010 radnym rady obwodowej obwodu kirowohradzkiego i przewodniczącym frakcji radnych Naszej Ukrainy.
W czerwcu 2015 objął stanowisko przewodniczącego państwowej agencji do spraw Donbasu. 14 kwietnia 2016 został powołany na urząd ministra ds. terytoriów czasowo okupowanych i migracji wewnętrznej w utworzonym wówczas rządzie Wołodymyra Hrojsmana. Na tę funkcję rekomendował go Blok Petra Poroszenki. Zakończył urzędowanie 29 sierpnia 2019.